# Раусис, Игорь
Игорь Раусис (латыш. Igors Rausis; при рождении — Кондылев; с 2020 года известен как Иса Касими, 7 апреля 1961, Алчевск, Луганская область — 28 марта 2024[…], Чехия) — латвийский шахматист, гроссмейстер (1992, лишён звания в 2019), чемпион Латвии (1995), тренер ФИДЕ (2018), арбитр. В составе сборной Латвии — участник Олимпиад (1996, 1998, 2000) и командного чемпионата мира 1993. Был призёром и победителем многих международных турниров.
В 2019 году ФИДЕ лишила Раусиса звание гроссмейстера после того, как он был пойман на мошенничестве.

## Биография
В шахматы начал играть в Севастополе, в 1981 году стал чемпионом Черноморского Флота. В том же году начал тренерскую работу в спортивном клубе Черноморского Флота и в симферопольском Дворце пионеров.
В составе команды шахматистов Черноморского флота — бронзовый призер командного первенства чемпионата ВС СССР.
После переезда в 1984 году в Латвию стал чемпионом Риги в 1985 году, работал в шахматной школе Риги, тренировал юношескую сборную Латвии, в числе его воспитанников были будущие гроссмейстеры Алексей Широв и Олита Раусе (она стала женой Кондылева, он взял её фамилию по правилам латышского языка. Имел от неё двух дочерей). В 2003 году появились обвинения в том, что он оказывал помощь своей жене во время заочных шахматных турниров.
В 1986—1988 годах был слушателем Высшей школы тренеров (Москва).
В 1995 году выиграл чемпионат Латвии.
С 1990 года занимался тренерской работой в Германии, Франции, Египте, Бангладеш, ОАЭ, Иране, Тунисе и Алжире. Тренировал сборные этих стран на шахматных олимпиадах в 2000—2014 годах. На шахматной олимпиаде 1994 года тренировал женскую сборную Латвии.
С 2003 по 2007 годы на международной арене представлял Бангладеш, с 2007 года — Чехию.
5 декабря 2019 года заседанием комиссии ФИДЕ по этике был признан виновным в нечестной игре, лишён звания гроссмейстера и отстранён от участия в турнирах, организуемых ФИДЕ на 6 лет (с 31 июля 2019 года по 30 июля 2025 года). Причиной стало использование смартфона в туалете во время партии на турнире в Страсбуре. До инцидента в Страсбуре шахматист находился под подозрением у ФИДЕ в течение нескольких месяцев. После дисквалификации шахматная федерация Чехии лишила Раусиса членства. На момент дисквалификации Раусис был самым возрастным шахматистом в топ-100 мирового рейтинга.
В 2020 году Иса Касими записался на небольшой турнир в Латвии, проходивший не под эгидой ФИДЕ. Его узнал Артур Нейкшанс, что вызвало негативную реакцию других игроков. Касими был вынужден сняться с турнира.
Умер 28 марта 2024 года в Алчевске возрасте 62 лет после продолжительной болезни.